# Paula San Martín
Paula San Martín, también conocida como Profe Pau (Santiago, 20 de febrero de 1991), es una comediante y ex profesora chilena.  

## Biografía
Nacida en Santiago, San Martín estudió Pedagogía y fue profesora de Lenguaje en el Colegio N°2 y el Liceo A-60 de Ñuñoa y en el Colegio Alcántara de Peñalolén.
Desde 2018 comenzó a trabajar como panelista y comediante: ese año fue panelista, junto a Claudio Michaux, del programa online Como la vida misma, transmitido por Big Radio y conducido por los comediantes Ignacio Socías y Lucas Espinoza.
Paralelamente ha trabajado como podcaster: en 2020 lanzó el pódcast Salga a la pizarra en Spotify, un programa de entrevistas sobre pedagogía y escolaridad. Ese mismo año comenzó Cariño Podcast, un programa de conversación junto al comediante Alto Yoyo, producido desde 2024 por Podium del grupo PRISA, el cual logró convertirse en uno de los diez podcast más escuchados en Chile ese año.
En 2023 lanzó Media Semana, un podcast conducido junto a Ignacio Socías y transmitido desde 2024 por la señal pagada Zapping TV en Chile.
Tras participar como invitada en un capítulo, en enero de 2024 debutó como conductora del react de la versión chilena de Pasapalabra, programa de concursos emitido por Chilevisión.
Ese mismo año participó junto a las comediantes Darinka González y Paola Molina en la conmemoración del Mes de la Mujer de la Universidad de Santiago de Chile como "una de las principales representantes de la comedia nacional".

## Filmografía

### Televisión
| Año   | Programa           | Rol        | Canal       |
| ----- | ------------------ | ---------- | ----------- |
| 2023  | Pasapalabra        | Invitada   | Chilevisión |
| 2024- | Pasapalabra Reacts | Conductora | Chilevisión |

### Radio
- 2018: Como la vida misma, junto a Ignacio Socías, Lucas Espinoza y Claudio Michaux en Big Radio

### Podcast
- 2020: Salga a la pizarra
- 2020-presente: Cariño Podcast, junto a Alto Yoyo
- 2022-2023: Oh No: el mini podcast[2]
- 2023-presente: Media Semana, junto a Ignacio Socías